# UEFA Europa League (mænd)
UEFA Europa League er en fodboldturnering for europæiske herreklubhold, arrangeret af det europæiske fodboldforbund UEFA. Det er den næstmest betydningsfulde turnering for europæiske klubhold efter Champions League.
Turneringen var kendt som UEFA Cup før juni 2009, samtidig med at turneringsstrukturen blev ændret fra 2009/2010-sæsonen. Europa League og UEFA Cup anses for at være den samme turnering, hvor navneskiftet blot er rebranding.
Turneringen startede i 1971 og erstattede Inter-Cities Fairs Cup, der var grundlagt den 18. april 1955. Det første hold der vandt turneringen blev Tottenham Hotspur. I 1999 blev UEFA Cup Winners' Cup afskaffet og slået sammen med UEFA Cuppen. Fra 2005/6 blev der indført et gruppespil før holdene skulle gå videre til knockout-fasen. Med navneskiftet i 2009 blev Intertoto Cuppen indlemmet i turneringen, hvilket betød, at flere hold skulle deltage i turneringen, samtidig med at gruppespillet blev udvidet og kvalifikationskriterierne blev ændret.
Fra sæsonen 2024-25 blev formatet ændret til en liga struktur.

## Historie
Den første Inter-Cities Fairs Cup (i Danmark kaldt "messeby-turneringen") blev afholdt mellem 1955 og 1958 og var en turnering, der var åben for værtsbyer for handelsmesser (trade fairs). Turneringen kom i 1971 ind under UEFA regi, der nedlagde den og erstattede den med UEFA Cup. Tottenham Hotspur blev den første vinder af UEFA Cup. Reglen om 'kun ét hold pr. by' kom kun i brug én gang – i 1975. Everton havde kvalificeret sig til UEFA Cuppen ved at være blevet nr. 4 i den engelske liga men blev udelukket, fordi Liverpool også havde kvalificeret sig ved at blive nr. 2. Everton appellerede afgørelsen, og UEFA besluttede at Everton alligevel fik lov at deltage.
Turneringen er forbeholdt de næstbedste hold fra de nationale ligaer, men i 1999 blev den slået sammen med Pokalvindernes Europa Cup. Siden da har vinderne af de national pokalturneringer også haft adgang til UEFA Cuppen.
Fra sæsonen 2009/2010 skiftede turneringen navn fra UEFA Cup til UEFA Europa League. Derudover blev strukturen i turnering ændret, samtidig med a Intertoto Cuppen blev afskaffet.

## Format
Fra sæsonen 2024-25 anvendes et helt nyt format. Antallet af hold øges fra 32 til 36. Det traditionelle gruppespil med otte fireholdsgrupper erstattes af en enkelt storliga, hvor alle 36 hold indgår. Hvert hold skal spille otte kampe mod forskellige modstandere, med fire hjemme- og fire udekampe. Disse kampe er enkeltkampe, hvilket adskiller sig fra tidligere dobbeltkampe i gruppespillet.
Efter ligaspillet går de otte bedste hold direkte til ottendedelsfinalen. De hold, der placerer sig på plads 9-24, kommer til at spille en "16-delsfinale", som er et slutspil for at nå ottendedelsfinalen. Det betyder, at 16. runde fungerer som en kvalifikationsrunde, hvor vinderne går videre til 16. runde, som spilles i det traditionelle knockout-format med dobbeltkampe.
Fra ottendedelsfinalerne og frem (kvartfinaler, semifinaler og finale) fortsætter turneringen præcis som hidtil, uden ændringer i formatet.
De hold, der slutter 25-36 i ligaen, er slået helt ud af europæisk spil, hvilket betyder, at de ikke længere har mulighed for at spille videre i Conference League.

### UEFA Cup (1971 – 2009)
Senest opdateret 21.05.2025
| Sæson            | Vinder                | Resultat     | 2'er            | Stadion                                                                                 |
| ---------------- | --------------------- | ------------ | --------------- | --------------------------------------------------------------------------------------- |
| 1971-72          | Tottenham             | 1–2 1–1      | Wolverhampton   | Molineux Stadium, Wolverhampton, England White Hart Lane, London, England               |
| 1972-73          | Liverpool             | 3–0 0–2      | Mönchengladbach | Anfield, Liverpool, England Bökelbergstadion, Mönchengladbach, Vesttyskland             |
| 1973-74          | Feyenoord             | 2–2 0–2      | Tottenham       | White Hart Lane, London, England De Kuip, Rotterdam, Holland                            |
| 1974-75          | Mönchengladbach       | 0–0 5–1      | Twente          | Rheinstadion, Düsseldorf, Vesttyskland Diekman Stadion, Enschede, Holland               |
| 1975-76          | Liverpool             | 3–2 1–1      | Club Brugge     | Anfield, Liverpool, England Jan Breydel Stadium, Brugge, Belgien                        |
| 1976-77          | Juventus              | 1–0 1–2      | Athletic Bilbao | Stadio Olimpico, Torino, Italien San Mamés, Bilbao, Spanien                             |
| 1977-78          | PSV Eindhoven         | 0–0 0–3      | Bastia          | Stade Armand Cesari, Bastia, Frankrig Philips Stadion, Eindhoven, Holland               |
| 1978-79          | Mönchengladbach       | 1–1 0–1      | Røde Stjerne    | Stadion Crvena Zvezda, Beograd, Jugoslavien Rheinstadion, Düsseldorf, Vesttyskland      |
| 1979-80          | Eintracht Frankfurt   | 3–2 0–1      | Mönchengladbach | Bökelbergstadion, Mönchengladbach, Vesttyskland Waldstadion, Frankfurt, Vesttyskland    |
| 1980-81          | Ipswich               | 3–0 2–4      | AZ Alkmaar      | Portman Road, Ipswich, England Olympisch Stadion, Amsterdam, Holland                    |
| 1981-82          | IFK Göteborg          | 1–0 3–0      | Hamburger SV    | Nya Ullevi, Göteborg, Sverige Volksparkstadion, Hamborg, Vesttyskland                   |
| 1982-83          | Anderlecht            | 1–0 1–1      | Benfica         | Heysel Stadium, Bruxelles, Belgien Estádio da Luz, Lissabon, Portugal                   |
| 1983-84          | Tottenham             | 1–1 1–1 efs. | Anderlecht      | Constant Vanden Stock, Bruxelles, Belgien White Hart Lane, London, England              |
| 1984-85          | Real Madrid           | 0–3 1–0      | Videoton        | Sóstói Stadion, Székesfehérvár, Ungarn Santiago Bernabéu, Madrid, Spanien               |
| 1985-86          | Real Madrid           | 5–1 0–2      | FC Köln         | Santiago Bernabéu, Madrid, Spanien Olympiastadion, Berlin, Vesttyskland                 |
| 1986-87          | IFK Göteborg          | 1–0 1–1      | Dundee Utd      | Nya Ullevi, Göteborg, Sverige Tannadice Park, Dundee, Skotland                          |
| 1987-88          | Leverkusen            | 3–0 0–3 efs. | Espanyol        | Estadi de Sarrià, Barcelona, Spanien Ulrich Haberland Stadion, Leverkusen, Vesttyskland |
| 1988-89          | Napoli                | 2–1 3–3      | Stuttgart       | Stadio Diego Armando Maradona, Napoli, Italien Neckarstadion, Stuttgart, Vesttyskland   |
| 1989-90          | Juventus              | 3–1 0–0      | Fiorentina      | Stadio Olimpico, Torino, Italien Stadio Partenio, Avellino, Italien                     |
| 1990-91          | Inter                 | 2–0 0–1      | Roma            | San Siro, Milano, Italien Stadio Olimpico, Rom, Italien                                 |
| 1991-92          | Ajax                  | 2–2 0–0      | Torino          | Stadio delle Alpi, Torino, Italien Olympisch Stadion, Amsterdam, Holland                |
| 1992-93          | Juventus              | 1–3 0–3      | Dortmund        | Westfalenstadion, Dortmund, Tyskland Stadio delle Alpi, Torino, Italien                 |
| 1993-94          | Parma                 | 0–0 1–0      | Salzburg        | Ernst Happel Stadion, Wien, Østrig San Siro, Milano, Italien                            |
| 1994-95          | Parma                 | 1–0 1–1      | Juventus        | Stadio Ennio Tardini, Parma, Italien San Siro, Milano, Italien                          |
| 1995-96          | Bayern München        | 2–0 3–1      | Bordeaux        | Olympiastadion, München, Tyskland Parc Lescure, Bordeaux, Frankrig                      |
| 1996-97          | Schalke 04            | 1–0 0–1 efs. | Inter           | Parkstadion, Gelsenkirchen, Tyskland San Siro, Milano, Italien                          |
| Én kamp systemet |                       |              |                 |                                                                                         |
| 1997-98          | Inter                 | 3–0          | Lazio           | Parc des Princes, Paris, Frankrig                                                       |
| 1998-99          | Parma                 | 3–0          | Marseille       | Luzjniki Stadion, Moskva, Rusland                                                       |
| 1999-00          | Galatasaray           | 0–0 efs.     | Arsenal         | Parken, København, Danmark                                                              |
| 2000-01          | Liverpool             | 5–4 efs.     | Alavés          | Westfalenstadion, Dortmund, Tyskland                                                    |
| 2001-02          | Feyenoord             | 3–2          | Dortmund        | De Kuip, Rotterdam, Holland                                                             |
| 2002-03          | Porto                 | 3–2 efs.     | Celtic          | Olimpico, Sevilla, Spanien                                                              |
| 2003-04          | Valencia              | 2–0          | Marseille       | Nya Ullevi, Göteborg, Sverige                                                           |
| 2004-05          | CSKA Moskva           | 3–1          | Sporting        | Estádio José Alvelade, Lissabon, Portugal                                               |
| 2005-06          | Sevilla FC            | 4–0          | Middelsbrough   | Philips Stadion, Eindhoven, Holland                                                     |
| 2006-07          | Sevilla FC            | 2–2 efs.     | RCD Espanyol    | Hampden Park, Glasgow, Skotland                                                         |
| 2007-08          | Zenit Skt. Petersborg | 2–0          | Rangers F.C.    | City of Manchester Stadium, Manchester, England                                         |
| 2008-09          | FC Shakhtar Donetsk   | 2–1 efs.     | Werder Bremen   | Şükrü Saracoğlu Stadion, Istanbul, Tyrkiet                                              |

### Europa League (2009 – nu)
| Sæson   | Vinder              | Resultat  | 2'er                  | Stadion                                         |
| ------- | ------------------- | --------- | --------------------- | ----------------------------------------------- |
| 2009-10 | Atlético Madrid     | 2–1       | Fulham                | HSH Nordbank Arena, Hamborg, Tyskland           |
| 2010-11 | FC Porto            | 1–0       | S.C. Braga            | Aviva Stadium, Dublin, Irland                   |
| 2011-12 | Atlético Madrid     | 3–0       | Athletic Bilbao       | National Stadium, Bukarest, Rumænien            |
| 2012-13 | Chelsea             | 2–1       | Benfica               | Amsterdam ArenA, Amsterdam, Holland             |
| 2013-14 | Sevilla             | 0–0       | Benfica               | Juventus Stadium, Torino, Italien               |
| 2014-15 | Sevilla             | 3–2       | Dnipro Dnipropetrovsk | Polens Nationalstadion, Warsawa, Polen          |
| 2015-16 | Sevilla             | 3–1       | Liverpool             | St. Jakob-Park, Basel, Schweiz                  |
| 2016-17 | Manchester United   | 2–0       | Ajax                  | Friends Arena, Solna, Sverige                   |
| 2017-18 | Atlético Madrid     | 3–0       | Marseille             | Parc Olympique lyonnais, Lyon, Frankrig         |
| 2018-19 | Chelsea             | 4–1       | Arsenal               | Olympic Stadium, Baku, Aserbajdsjan             |
| 2019-20 | Sevilla             | 3–2       | Inter                 | RheinEnergieStadion, Köln, Tyskland             |
| 2020-21 | Villarreal          | 1–1       | Manchester United     | Stadion Gdańsk, Gdańsk, Polen                   |
| 2021-22 | Eintracht Frankfurt | 1–1       | Rangers F.C.          | Estadio Ramón Sánchez Pizjuán, Sevilla, Spanien |
| 2022-23 | Sevilla             | 1–1 (4-1) | Roma                  | Puskás Aréna, Budapest, Ungarn                  |
| 2023-24 | Atalanta            | 3–0       | Leverkusen            | Aviva Stadium, Dublin, Irland                   |
| 2024-25 | Tottenham           | 1–0       | Manchester United     | San Mamés, Bilbao, Spanien                      |

### Klubber vundet
Senest opdateret 21.05.2025
| Klub                  | Vundet | 2'er | År vundet                                | År 2'er          |
| --------------------- | ------ | ---- | ---------------------------------------- | ---------------- |
| Sevilla               | 7      | 0    | 2006, 2007, 2014, 2015, 2016, 2020, 2023 | —                |
| Inter                 | 3      | 2    | 1991, 1994, 1998                         | 1997, 2020       |
| Tottenham             | 3      | 1    | 1972, 1984, 2025                         | 1974             |
| Liverpool             | 3      | 1    | 1973, 1976, 2001                         | 2016             |
| Juventus              | 3      | 1    | 1977, 1990, 1993                         | 1995             |
| Atlético Madrid       | 3      | 0    | 2010, 2012, 2018                         | —                |
| Mönchengladbach       | 2      | 2    | 1975, 1979                               | 1973, 1980       |
| Feyenoord             | 2      | 0    | 1974, 2002                               | —                |
| Eintracht Frankfurt   | 2      | 0    | 1980, 2022                               | —                |
| IFK Göteborg          | 2      | 0    | 1982, 1987                               | —                |
| Real Madrid           | 2      | 0    | 1985, 1986                               | —                |
| Parma                 | 2      | 0    | 1995, 1999                               | —                |
| FC Porto              | 2      | 0    | 2003, 2011                               | —                |
| Chelsea               | 2      | 0    | 2013, 2019                               | —                |
| Manchester United     | 1      | 2    | 2017                                     | 2021, 2025       |
| Anderlecht            | 1      | 1    | 1983                                     | 1984             |
| Ajax                  | 1      | 1    | 1992                                     | 2017             |
| PSV Eindhoven         | 1      | 0    | 1978                                     | —                |
| Ipswich Town          | 1      | 0    | 1981                                     | —                |
| Leverkusen            | 1      | 0    | 1988                                     | —                |
| Napoli                | 1      | 0    | 1989                                     | —                |
| Bayern München        | 1      | 0    | 1996                                     | —                |
| Schalke 04            | 1      | 0    | 1997                                     | —                |
| Galatasaray           | 1      | 0    | 2000                                     | —                |
| Valencia              | 1      | 0    | 2004                                     | —                |
| CSKA Moskva           | 1      | 0    | 2005                                     | —                |
| Zenit Skt. Petersborg | 1      | 0    | 2008                                     | —                |
| FC Shakhtar Donetsk   | 1      | 0    | 2009                                     | —                |
| Villarreal            | 1      | 0    | 2021                                     | —                |
| Atalanta              | 1      | 0    | 2024                                     | —                |
| Benfica               | 0      | 3    | —                                        | 1983, 2013, 2014 |
| Marseille             | 0      | 3    | —                                        | 1999, 2004, 2018 |
| Athletic Bilbao       | 0      | 2    | —                                        | 1977, 2012       |
| RCD Espanyol          | 0      | 2    | —                                        | 1988, 2007       |
| Dortmund              | 0      | 2    | —                                        | 1993, 2002       |
| Arsenal               | 0      | 2    | —                                        | 2000, 2019       |
| Rangers F.C.          | 0      | 2    | —                                        | 2008, 2022       |
| Roma                  | 0      | 2    | —                                        | 1991, 2023       |
| Wolverhampton         | 0      | 1    | —                                        | 1972             |
| Twente                | 0      | 1    | —                                        | 1975             |
| Club Brugge           | 0      | 1    | —                                        | 1976             |
| Bastia                | 0      | 1    | —                                        | 1978             |
| Røde Stjerne          | 0      | 1    | —                                        | 1979             |
| AZ Alkmaar            | 0      | 1    | —                                        | 1981             |
| Hamburger SV          | 0      | 1    | —                                        | 1982             |
| Videoton              | 0      | 1    | —                                        | 1985             |
| FC Köln               | 0      | 1    | —                                        | 1986             |
| Dundee Utd            | 0      | 1    | —                                        | 1987             |
| Stuttgart             | 0      | 1    | —                                        | 1989             |
| Fiorentina            | 0      | 1    | —                                        | 1990             |
| Torino                | 0      | 1    | —                                        | 1992             |
| Salzburg              | 0      | 1    | —                                        | 1994             |
| Bordeaux              | 0      | 1    | —                                        | 1996             |
| Lazio                 | 0      | 1    | —                                        | 1998             |
| Alavés                | 0      | 1    | —                                        | 2001             |
| Celtic                | 0      | 1    | —                                        | 2003             |
| Sporting              | 0      | 1    | —                                        | 2005             |
| Middelsbrough         | 0      | 1    | —                                        | 2006             |
| Werder Bremen         | 0      | 1    | —                                        | 2009             |
| Fulham                | 0      | 1    | —                                        | 2010             |
| S.C. Braga            | 0      | 1    | —                                        | 2011             |
| Dnipro Dnipropetrovsk | 0      | 1    | —                                        | 2015             |

### Mest vindende nationer
Senest opdateret 21.05.2025
| Nation      | Vundet | 2'er | Total |
| ----------- | ------ | ---- | ----- |
| Spanien     | 14     | 5    | 19    |
| England     | 10     | 9    | 19    |
| Italien     | 10     | 8    | 18    |
| Tyskland    | 7      | 8    | 15    |
| Holland     | 4      | 3    | 7     |
| Portugal    | 2      | 5    | 7     |
| Rusland     | 2      | 0    | 2     |
| Sverige     | 2      | 0    | 2     |
| Belgien     | 1      | 2    | 3     |
| Ukraine     | 1      | 1    | 2     |
| Tyrkiet     | 1      | 0    | 1     |
| Frankrig    | 0      | 5    | 5     |
| Skotland    | 0      | 4    | 4     |
| Østrig      | 0      | 1    | 1     |
| Ungarn      | 0      | 1    | 1     |
| Jugoslavien | 0      | 1    | 1     |

## Priser

### Turneringens Spiller
Fra og med sæsonen 2016-17 indførte UEFA prisen UEFA Europa League Player of the Season.
Juryen består af trænerne for de klubber, der deltager i gruppespillet i turneringen, sammen med 55 journalister udvalgt af European Sports Media (ESM)-gruppen, én fra hver af UEFAs medlemsforbund.
Senest opdateret 24.05.2025
| Sæson                                   | Spiller                                 | Klub                                    |
| UEFA Europa League Player of the Season | UEFA Europa League Player of the Season | UEFA Europa League Player of the Season |
| --------------------------------------- | --------------------------------------- | --------------------------------------- |
| 2016–17                                 | Paul Pogba                              | Manchester United                       |
| 2017–18                                 | Antoine Griezmann                       | Atlético Madrid                         |
| 2018–19                                 | Eden Hazard                             | Chelsea                                 |
| 2019–20                                 | Romelu Lukaku                           | Inter Milan                             |
| 2020–21                                 | Gerard Moreno                           | Villarreal                              |
| 2021–22                                 | Filip Kostić                            | Eintracht Frankfurt                     |
| 2022–23                                 | Jesús Navas                             | Sevilla                                 |
| 2023–24                                 | Pierre-Emerick Aubameyang               | Marseille                               |
| 2024–25                                 | Cristian Romero                         | Tottenham Hotspur                       |

### Årets Unge Spiller
Fra og med sæsonen 2021-22 indførte UEFA prisen UEFA Europa League Årets Unge Spiller, som udvælges af UEFA's Technical Observer Panel.
Senest opdateret 24.05.2025
| Sæson                                         | Spiller                                       | Klub                                          |
| UEFA Europa League Young Player of the Season | UEFA Europa League Young Player of the Season | UEFA Europa League Young Player of the Season |
| --------------------------------------------- | --------------------------------------------- | --------------------------------------------- |
| 2021–22                                       | Ansgar Knauff                                 | Eintracht Frankfurt                           |
| 2022–23                                       | Florian Wirtz                                 | Bayer Leverkusen                              |
| 2023–24                                       | Florian Wirtz                                 | Bayer Leverkusen                              |
| 2024–25                                       | Rayan Cherki                                  | Lyon                                          |

## Rekorder
Liverpool, Inter, Juventus, Tottenham & Atlético har hver vundet UEFA Cuppen 3 gange. Sevilla FC har vundet flest gange. De har vundet 7 gange på bare 18 år, senest 2023.

## Danske klubbers præstationer
Denne evighedstabel er eksklusiv kvalkampe og playoff-kampe.
Senest opdateret 20.2.2025
| % | Nr | Klub                 | K  | V  | U  | T  | Mål    | Dif. | P   | Medvirkende årstal i UEFA-Cup/ligaspil/gruppespil                                                                                              |
| - | -- | -------------------- | -- | -- | -- | -- | ------ | ---- | --- | --- |
|   | 1  | FC København         | 89 | 24 | 29 | 36 | 87:107 | -20  | 101 | 1992–93, 1994–95, 2001–02, 2002–03, 2003–04, 2005–06, 2007–08, 2008–09, 2009–10, 2011–12, 2012–13, 2014–15, 2016–17, 2017–18, 2018–19, 2019–20 |
|   | 2  | Brøndby IF           | 70 | 26 | 15 | 29 | 96:93  | 3    | 93  | 1987–88, 1990–91, 1993–94, 1995–96, 1996–97, 1997–98, 1999–00, 2000–01, 2001–02, 2002–03, 2003–04, 2005–06, 2006–07, 2008–09, 2021–22          |
|   | 3  | FC Midtjylland       | 42 | 11 | 10 | 21 | 49:78  | -29  | 43  | 2001–02, 2002–03, 2005–06, 2007–08, 2015–16, 2021–22, 2022–23, 2024–25                                                                         |
|   | 4  | Odense BK            | 36 | 8  | 11 | 17 | 48:61  | -13  | 35  | 1984–85, 1994–95, 1996–97, 2002–03, 2003–04, 2006–07, 2007–08, 2010–11, 2011–12                                                                |
|   | 5  | Esbjerg fB           | 18 | 8  | 4  | 6  | 21:28  | -7   | 28  | 1978–79, 1979–80, 2003–04, 2013–14 |
|   | 6  | Aalborg BK           | 24 | 8  | 4  | 12 | 26:39  | -13  | 28  | 1993–94, 1999–00, 2004–05, 2007–08, 2008–09, 2014–15                                                                                           |
|   | 7  | B.1903               | 18 | 5  | 4  | 9  | 23:29  | -6   | 19  | 1973–74, 1975–76, 1978–79, 1983–84, 1991–92 |
|   | 8  | Aarhus GF            | 14 | 3  | 4  | 7  | 12:22  | -10  | 13  | 1979–80, 1983–84, 1984–85, 1985–96, 1997–98 |
|   | 9  | BK Frem              | 10 | 3  | 1  | 6  | 13:28  | -15  | 10  | 1972–73, 1977–78, 1992–93 |
|   | 10 | Viborg FF            | 4  | 2  | 1  | 1  | 3:2    | 1    | 7   | 2000–01 |
|   | 11 | Herfølge Boldklub    | 4  | 2  | 1  | 1  | 4:7    | -3   | 7   | 2000–01 |
|   | 12 | Kjøbenhavns Boldklub | 8  | 2  | 0  | 6  | 11:21  | -10  | 6   | 1974–75, 1977–78, 1980–81 |
|   | 13 | Næstved Boldklub     | 8  | 1  | 2  | 5  | 5:21   | -16  | 5   | 1973–74, 1976–77, 1981–82, 1989–90 |
|   | 14 | Ikast FS             | 4  | 1  | 0  | 3  | 3:8    | -5   | 3   | 1988–89, 1991–92 |
|   | 15 | Vejle BK             | 4  | 1  | 0  | 3  | 1:9    | -8   | 3   | 1990–91, 1998–99 |
|   | 16 | Holbæk B&I           | 4  | 1  | 0  | 3  | 2:10   | -8   | 3   | 1975–76, 1976–77 |
|   | 17 | Silkeborg IF         | 8  | 1  | 0  | 7  | 6:15   | -9   | 3   | 1995–96, 1996–97, 1998–99, 2001–02 |
|   | 18 | Randers FC           | 4  | 0  | 2  | 2  | 2:6    | -4   | 2   | 1974–75, 2006–07 |
|   | 19 | Lyngby BK            | 8  | 0  | 2  | 6  | 6:17   | -11  | 2   | 1982–83, 1986–87, 1996–97, 1999–00 |
|   | 20 | Akademisk Boldklub   | 6  | 0  | 1  | 5  | 3:13   | -10  | 1   | 1971–72, 1999–00, 2000–01 |
|   | 21 | Hvidovre IF          | 2  | 0  | 0  | 2  | 1:6    | -5   | 0   | 1972–73 |
|   | 22 | FC Nordsjælland      | 4  | 0  | 0  | 4  | 1:10   | -9   | 0   | 2003–04, 2008–09 |
| % | Nr | Klub                 | K  | V  | U  | T  | Mål    | Dif. | P   | Medvirkende årstal i ligaspil/gruppespil |

## Evighedstabel
Denne tabel indeholder alle klubber, der har deltaget i UEFA Europa League siden dens indførsel i 2009 fra gruppespil/ligespil og frem.
Der er givet point således:
- Vinder 8 point
- Finaledeltager 7 point
- Semifinale 6 point
- Kvartfinale 5 point
- Ottendedelsfinale 4 point
- Knockout play-offs 3 point
- 25-30 plads i ligaspillet 2 point
- 31-36 plads i ligaspillet 1 point

Ved lige mange point, flest 8'ere, flest 7'ere, etc. Dernæst først nået det givne pointantal.
Senest opdateret 21.05.2025
| %        | Nr  | Klub                    | Point | 09 10 | 10 11 | 11 12 | 12 13 | 13 14 | 14 15 | 15 16 | 16 17 | 17 18 | 18 19 | 19 20 | 20 21 | 21 22 | 22 23 | 23 24 | 24 25 |
| -------- | --- | ----------------------- | ----- | ----- | ----- | ----- | ----- | ----- | ----- | ----- | ----- | ----- | ----- | ----- | ----- | ----- | ----- | ----- | ----- |
| –        | 1   | Sevilla FC              | 51    | –     | 3     | –     | –     | 8     | 8     | 8     | –     | –     | 4     | 8     | –     | 4     | 8     | –     | –     |
| –        | 2   | Ajax Amsterdam          | 46    | 3     | 4     | 3     | 3     | 3     | 4     | 2     | 7     | –     | –     | 3     | 5     | –     | 3     | 2     | 4     |
| –        | 3   | Villarreal              | 42    | 3     | 6     | –     | –     | –     | 4     | 6     | 3     | 3     | 5     | –     | 8     | –     | –     | 4     | –     |
| Stigning | 4   | Manchester United       | 41    | –     | –     | 4     | –     | –     | –     | 4     | 8     | –     | –     | 6     | 7     | –     | 5     | –     | 7     |
| Fald     | 5   | Benfica                 | 41    | 5     | 6     | –     | 7     | 7     | –     | –     | –     | –     | 5     | 3     | 3     | –     | –     | 5     | –     |
| Fald     | 6   | Bayer Leverkusen        | 39    | –     | 4     | –     | 3     | –     | –     | 4     | –     | –     | 3     | 5     | 3     | 4     | 6     | 7     | –     |
| Fald     | 7   | AS Roma                 | 38    | 3     | –     | –     | –     | –     | 4     | –     | 4     | –     | –     | 4     | 6     | –     | 7     | 6     | 4     |
| Fald     | 8   | Braga                   | 38    | –     | 7     | 3     | –     | –     | –     | 5     | 2     | 3     | –     | 3     | 3     | 5     | 2     | 3     | 2     |
| Fald     | 9   | Olympiakos              | 38    | –     | –     | 4     | 3     | –     | 3     | 3     | 4     | –     | 3     | 4     | 4     | 3     | 1     | 2     | 4     |
| Fald     | 10  | S.S. Lazio              | 37    | 2     | –     | 3     | 5     | 3     | –     | 4     | –     | 5     | 3     | 2     | –     | 3     | 2     | –     | 5     |
| Fald     | 11  | Shakhtar Donetsk        | 35    | 3     | –     | –     | –     | 3     | –     | 6     | 3     | –     | 3     | 6     | 4     | –     | 4     | 3     | –     |
| Fald     | 12  | Sporting Lissabon       | 35    | 4     | 3     | 6     | 1     | –     | 3     | 3     | –     | –     | 3     | 3     | –     | –     | 5     | 4     | –     |
| Fald     | 13  | Red Bull Salzburg       | 35    | 3     | 1     | 3     | –     | 4     | 3     | –     | 2     | 6     | 4     | 3     | 3     | –     | 3     | –     | –     |
| –        | 14  | Dynamo Kiev             | 34    | –     | 5     | 2     | 3     | 3     | 5     | –     | –     | 4     | 4     | 2     | 4     | –     | 1     | –     | 1     |
| Stigning | 15  | Tottenham Hotspurs      | 33    | –     | –     | 2     | 5     | 4     | 3     | 4     | 3     | –     | –     | –     | 4     | –     | –     | –     | 8     |
| Fald     | 16  | Athletic Bilbao         | 33    | 3     | –     | 7     | 2     | –     | 3     | 5     | 3     | 4     | –     | –     | –     | –     | –     | –     | 6     |
| Fald     | 17  | Glasgow Rangers         | 30    | –     | 4     | –     | –     | –     | –     | –     | –     | –     | 2     | 4     | 4     | 7     | –     | 4     | 5     |
| Fald     | 18  | SSC Napoli              | 30    | –     | 3     | –     | 3     | 4     | 6     | 3     | –     | –     | 5     | –     | 3     | 3     | –     | –     | –     |
| Fald     | 19  | Atletico Madrid         | 29    | 8     | 2     | 8     | 3     | –     | –     | –     | –     | 8     | –     | –     | –     | –     | –     | –     | –     |
| Fald     | 20  | FC Porto                | 29    | –     | 8     | 3     | –     | 5     | –     | 3     | –     | –     | –     | 3     | –     | 4     | –     | –     | 3     |
| Fald     | 21  | Fenerbahce              | 29    | 3     | –     | –     | 6     | –     | –     | 4     | 3     | –     | 3     | –     | –     | 2     | 4     | –     | 4     |
| Fald     | 22  | PSV Eindhoven           | 29    | 3     | 5     | 4     | 2     | 2     | 3     | –     | –     | –     | –     | 2     | 3     | 2     | 3     | –     | –     |
| Fald     | 23  | Liverpool FC            | 28    | 6     | 4     | –     | 3     | –     | 3     | 7     | –     | –     | –     | –     | –     | –     | –     | 5     | –     |
| Fald     | 24  | Olympique Lyon          | 28    | –     | –     | –     | 3     | 5     | –     | –     | 6     | 4     | –     | –     | –     | 5     | –     | –     | 5     |
| Fald     | 25  | Valencia CF             | 27    | 5     | –     | 6     | –     | 6     | –     | 4     | –     | –     | 6     | –     | –     | –     | –     | –     | –     |
| %        | Nr  | Klub                    | Point | 09 10 | 10 11 | 11 12 | 12 13 | 13 14 | 14 15 | 15 16 | 16 17 | 17 18 | 18 19 | 19 20 | 20 21 | 21 22 | 22 23 | 23 24 | 24 25 |
| Fald     | 26  | Zenit Skt. Petersborg   | 27    | –     | 4     | –     | 4     | –     | 5     | –     | 3     | 4     | 4     | –     | –     | 4     | –     | –     | –     |
| Fald     | 27  | Eintracht Frankfurt     | 26    | –     | –     | –     | –     | 3     | –     | –     | –     | –     | 6     | 4     | –     | 8     | –     | –     | 5     |
| Fald     | 28  | Arsenal                 | 26    | –     | –     | –     | –     | –     | –     | –     | –     | 6     | 7     | 3     | 6     | –     | 4     | –     | –     |
| Fald     | 29  | RSC Anderlecht          | 26    | 4     | 3     | 3     | –     | –     | 3     | 4     | 5     | –     | 1     | –     | –     | –     | –     | –     | 3     |
| Fald     | 30  | Sparta Prag             | 26    | 2     | 3     | –     | 3     | –     | 2     | 5     | 3     | –     | –     | –     | 2     | 2     | –     | 4     | –     |
| Fald     | 31  | FC Viktoria Plzen       | 26    | –     | –     | 3     | 4     | 4     | –     | 2     | 2     | 4     | 3     | –     | –     | –     | –     | –     | 4     |
| Fald     | 32  | Olympique Marseille     | 25    | 4     | –     | –     | 2     | –     | –     | 3     | –     | 7     | 1     | –     | –     | 2     | –     | 6     | –     |
| Fald     | 33  | FC Basel                | 25    | 2     | 3     | –     | 6     | 5     | –     | 4     | –     | –     | –     | 5     | –     | –     | –     | –     | –     |
| Fald     | 34  | AZ Alkmaar              | 25    | –     | –     | 5     | –     | 5     | –     | 1     | 3     | –     | –     | 3     | 2     | –     | –     | –     | 4     |
| –        | 35  | Club Brügge             | 24    | 3     | 1     | 3     | 1     | –     | 5     | 2     | –     | –     | 3     | 3     | 3     | –     | –     | –     | –     |
| –        | 36  | Besiktas                | 23    | –     | 3     | 4     | –     | –     | 4     | 2     | 5     | –     | 2     | 1     | –     | –     | –     | –     | 2     |
| –        | 37  | PAOK                    | 22    | –     | 3     | 3     | –     | 3     | 2     | 2     | 3     | –     | 1     | –     | 2     | –     | –     | –     | 3     |
| –        | 38  | FC København            | 21    | 3     | –     | 2     | 2     | –     | 1     | –     | 4     | 3     | 1     | 5     | –     | –     | –     | –     | –     |
| –        | 39  | Young Boys              | 21    | –     | 3     | –     | 2     | –     | 3     | –     | 2     | 2     | –     | 2     | 4     | –     | –     | 3     | –     |
| –        | 40  | Internazionale          | 20    | –     | –     | –     | 4     | –     | 4     | –     | 1     | –     | 4     | 7     | –     | –     | –     | –     | –     |
| –        | 41  | Rubin Kazan             | 20    | 4     | 3     | 3     | 5     | 3     | –     | 2     | –     | –     | –     | –     | –     | –     | –     | –     | –     |
| –        | 42  | Steaua Bukarest         | 20    | 1     | 2     | 3     | 4     | –     | 2     | –     | 1     | 3     | –     | –     | –     | –     | –     | –     | 4     |
| –        | 43  | Slavia Prag             | 19    | 1     | –     | –     | –     | –     | –     | –     | –     | 2     | 5     | –     | 5     | –     | –     | 4     | 2     |
| –        | 44  | Dinamo Zagreb           | 19    | 2     | 2     | –     | –     | 1     | 2     | –     | –     | –     | 4     | –     | 5     | 3     | –     | –     | –     |
| –        | 45  | Standard Liege          | 19    | 5     | –     | 4     | –     | 1     | 1     | –     | 2     | –     | 2     | 2     | 2     | –     | –     | –     | –     |
| –        | 46  | Galatasaray             | 19    | 3     | –     | –     | –     | –     | –     | 3     | –     | –     | 3     | –     | –     | 4     | –     | 3     | 3     |
| –        | 47  | PFC Ludogorets Razgrad  | 19    | –     | –     | –     | –     | 4     | –     | –     | 3     | 3     | 1     | 3     | 1     | 1     | 2     | –     | 1     |
| –        | 48  | Juventus                | 18    | 4     | 2     | –     | –     | 6     | –     | –     | –     | –     | –     | –     | –     | –     | 6     | –     | –     |
| –        | 49  | FC Krasnodar            | 18    | –     | –     | –     | –     | –     | 2     | 3     | 4     | –     | 4     | 2     | 3     | –     | –     | –     | –     |
| –        | 50  | Rapid Wien              | 18    | 1     | 2     | –     | 1     | 2     | –     | 3     | 2     | –     | 3     | –     | 2     | 2     | –     | –     | –     |
| %        | Nr  | Klub                    | Point | 09 10 | 10 11 | 11 12 | 12 13 | 13 14 | 14 15 | 15 16 | 16 17 | 17 18 | 18 19 | 19 20 | 20 21 | 21 22 | 22 23 | 23 24 | 24 25 |
| –        | 51  | Real Betis              | 17    | –     | –     | –     | –     | 4     | –     | –     | –     | –     | 3     | –     | –     | 4     | 4     | 2     | –     |
| –        | 52  | Real Sociedad           | 17    | –     | –     | –     | –     | –     | –     | –     | –     | 3     | –     | –     | 3     | 3     | 4     | –     | 4     |
| –        | 53  | Celtic                  | 17    | 2     | –     | 2     | –     | –     | 3     | 1     | –     | –     | 3     | 3     | 1     | 2     | –     | –     | –     |
| –        | 54  | Chelsea F.C.            | 16    | –     | –     | –     | 8     | –     | –     | –     | –     | –     | 8     | –     | –     | –     | –     | –     | –     |
| –        | 55  | Atalanta                | 16    | –     | –     | –     | –     | –     | –     | –     | –     | 3     | –     | –     | –     | 5     | –     | 8     | –     |
| –        | 56  | Fiorentina              | 16    | –     | –     | –     | –     | 4     | 6     | 3     | 3     | –     | –     | –     | –     | –     | –     | –     | –     |
| –        | 57  | Twente                  | 16    | 3     | 5     | 4     | 1     | –     | –     | –     | –     | –     | –     | –     | –     | –     | –     | –     | 3     |
| –        | 58  | Feyenoord               | 16    | –     | –     | –     | –     | –     | 3     | –     | 2     | –     | –     | 1     | 2     | –     | 5     | 3     | –     |
| –        | 59  | Qarabag FK              | 16    | –     | –     | –     | –     | –     | 2     | 1     | 2     | –     | 1     | 2     | 1     | –     | 2     | 4     | 1     |
| –        | 60  | Dnepro Dnepropetrovsk   | 15    | –     | –     | –     | 3     | 3     | 7     | 2     | –     | –     | –     | –     | –     | –     | –     | –     | –     |
| –        | 61  | AC Milan                | 15    | –     | –     | –     | –     | –     | –     | –     | –     | 4     | 2     | –     | 4     | –     | –     | 5     | –     |
| –        | 62  | KRC Genk                | 15    | –     | –     | –     | 3     | 3     | –     | –     | 5     | –     | 3     | –     | –     | 1     | –     | –     | –     |
| –        | 63  | VfL Wolfsburg           | 14    | 5     | –     | –     | –     | –     | 5     | –     | –     | –     | –     | 4     | –     | –     | –     | –     | –     |
| –        | 64  | Schalke 04              | 13    | –     | –     | 5     | –     | –     | –     | 3     | 5     | –     | –     | –     | –     | –     | –     | –     | –     |
| –        | 65  | FC Sheriff Tiraspol     | 13    | 2     | 1     | –     | –     | 2     | –     | –     | –     | 2     | –     | –     | –     | 3     | 2     | 1     | –     |
| –        | 66  | FC Metalist Kharkiv     | 12    | –     | 3     | 5     | 3     | –     | 1     | –     | –     | –     | –     | –     | –     | –     | –     | –     | –     |
| –        | 67  | Mönchengladbach         | 12    | –     | –     | –     | 3     | –     | 3     | –     | 4     | –     | –     | 2     | –     | –     | –     | –     | –     |
| –        | 68  | Stade Rennes            | 12    | –     | –     | 1     | –     | –     | –     | –     | –     | –     | 4     | 1     | –     | –     | 3     | 3     | –     |
| –        | 69  | BATE Borisov            | 12    | 2     | 3     | –     | 3     | –     | –     | –     | –     | 1     | 3     | –     | –     | –     | –     | –     | –     |
| –        | 70  | Legia Warszawa          | 12    | –     | –     | 3     | –     | 1     | 3     | 1     | 3     | –     | –     | –     | –     | 1     | –     | –     | –     |
| –        | 71  | Trabzonspor             | 12    | –     | –     | 3     | –     | 3     | 3     | –     | –     | –     | –     | 1     | –     | –     | 2     | –     | –     |
| –        | 72  | Maccabi Tel Aviv        | 12    | –     | –     | 1     | –     | 3     | –     | –     | 2     | 1     | –     | –     | 3     | –     | –     | –     | 2     |
| –        | 73  | West Ham                | 11    | –     | –     | –     | –     | –     | –     | –     | –     | –     | –     | –     | –     | 6     | –     | 5     | –     |
| –        | 74  | Lille OSC               | 11    | 4     | 3     | –     | –     | –     | 1     | –     | –     | –     | –     | –     | 3     | –     | –     | –     | –     |
| –        | 75  | Lokomotiv Moskva        | 11    | –     | –     | 3     | –     | –     | –     | 3     | –     | 4     | –     | –     | –     | 1     | –     | –     | –     |
| %        | Nr  | Klub                    | Point | 09 10 | 10 11 | 11 12 | 12 13 | 13 14 | 14 15 | 15 16 | 16 17 | 17 18 | 18 19 | 19 20 | 20 21 | 21 22 | 22 23 | 23 24 | 24 25 |
| –        | 76  | Røde Stjerne Beograd    | 11    | –     | –     | –     | –     | –     | –     | –     | –     | 3     | –     | –     | 3     | 4     | 1     | –     | –     |
| –        | 77  | FK Partizan             | 11    | 1     | –     | –     | 2     | –     | 1     | 2     | –     | 3     | –     | 2     | –     | –     | –     | –     | –     |
| –        | 78  | FC Midtjylland          | 11    | –     | –     | –     | –     | –     | –     | 3     | –     | –     | –     | –     | –     | 2     | 3     | –     | 3     |
| –        | 79  | Spartak Moskva          | 10    | –     | 5     | –     | –     | –     | –     | –     | –     | –     | 1     | –     | –     | 4     | –     | –     | –     |
| –        | 80  | Borussia Dortmund       | 10    | –     | 2     | –     | –     | –     | –     | 5     | –     | –     | –     | –     | –     | 3     | –     | –     | –     |
| –        | 81  | Union Saint-Gilloise    | 10    | –     | –     | –     | –     | –     | –     | –     | –     | –     | –     | –     | –     | –     | 5     | 2     | 3     |
| –        | 82  | SC Freiburg             | 10    | –     | –     | –     | –     | 2     | –     | –     | –     | –     | –     | –     | –     | –     | 4     | 4     | –     |
| –        | 83  | KAA Gent                | 10    | –     | 2     | –     | –     | –     | –     | –     | 4     | –     | –     | 3     | 1     | –     | –     | –     | –     |
| –        | 84  | Molde FK                | 10    | –     | –     | –     | 1     | –     | –     | 3     | –     | –     | –     | -     | 4     | –     | –     | 2     | –     |
| –        | 85  | APOEL FC                | 10    | –     | –     | –     | –     | 2     | –     | 1     | 4     | –     | –     | 3     | –     | –     | –     | –     | –     |
| –        | 86  | Ferencvaros             | 10    | –     | –     | –     | –     | –     | –     | –     | –     | –     | –     | 2     | –     | 1     | 4     | –     | 3     |
| –        | 87  | Fulham FC               | 9     | 7     | –     | 2     | –     | –     | –     | –     | –     | –     | –     | –     | –     | –     | –     | –     | –     |
| –        | 88  | Everton                 | 9     | 3     | –     | –     | –     | –     | 4     | –     | –     | 2     | –     | –     | –     | –     | –     | –     | –     |
| –        | 89  | AS Monaco               | 9     | –     | –     | –     | –     | –     | –     | 2     | –     | –     | –     | –     | –     | 4     | 3     | –     | –     |
| –        | 90  | Panathinaikos           | 9     | 4     | –     | –     | 2     | –     | 1     | –     | 1     | –     | –     | –     | –     | –     | –     | 1     | –     |
| –        | 91  | CFR Cluj                | 9     | 1     | –     | –     | 3     | –     | –     | –     | –     | –     | –     | 3     | 2     | –     | –     | –     | –     |
| –        | 92  | Saint Etienne           | 9     | –     | –     | –     | –     | –     | 1     | 3     | 3     | –     | –     | 2     | –     | –     | –     | –     | –     |
| –        | 93  | AEK Athen               | 9     | 1     | 2     | 2     | –     | –     | –     | –     | –     | 3     | –     | –     | 1     | –     | –     | 1     | –     |
| –        | 94  | Malmö FF                | 9     | –     | –     | 1     | –     | –     | –     | –     | –     | –     | 3     | 3     | –     | –     | 1     | –     | 1     |
| –        | 95  | RB Leipzig              | 8     | –     | –     | –     | –     | –     | –     | –     | –     | –     | 2     | –     | –     | 6     | –     | –     | –     |
| Stigning | 96  | Bodø-Glimt              | 8     | –     | –     | –     | –     | –     | –     | –     | –     | –     | –     | –     | –     | –     | 2     | –     | 6     |
| Fald     | 97  | Hannover 96             | 8     | –     | –     | 5     | 3     | –     | –     | –     | –     | –     | –     | –     | –     | –     | –     | –     | –     |
| Fald     | 98  | FC Barcelona            | 8     | –     | –     | –     | –     | –     | –     | –     | –     | –     | –     | –     | –     | 5     | 3     | –     | –     |
| Fald     | 99  | Manchester City         | 8     | –     | 4     | 4     | –     | –     | –     | –     | –     | –     | –     | –     | –     | –     | –     | –     | –     |
| Fald     | 100 | Anji Makhatjkala        | 8     | –     | –     | –     | 4     | 4     | –     | –     | –     | –     | –     | –     | –     | –     | –     | –     | –     |
| %        | Nr  | Klub                    | Point | 09 10 | 10 11 | 11 12 | 12 13 | 13 14 | 14 15 | 15 16 | 16 17 | 17 18 | 18 19 | 19 20 | 20 21 | 21 22 | 22 23 | 23 24 | 24 25 |
| Fald     | 101 | Bordeaux                | 8     | –     | –     | –     | 4     | 1     | –     | 1     | –     | –     | 2     | –     | –     | –     | –     | –     | –     |
| Fald     | 102 | Slovan Liberec          | 8     | –     | –     | –     | –     | 3     | –     | 2     | 1     | –     | –     | –     | 2     | –     | –     | –     | –     |
| Fald     | 103 | FC Zürich               | 8     | –     | –     | 1     | –     | –     | 2     | –     | 1     | –     | 3     | –     | –     | –     | 1     | –     | –     |
| Fald     | 104 | Rosenborg BK            | 8     | –     | 1     | –     | 2     | –     | –     | 1     | –     | 2     | 1     | 1     | –     | –     | –     | –     | –     |
| Fald     | 105 | VfB Stuttgart           | 7     | –     | 3     | –     | 4     | –     | –     | –     | –     | –     | –     | –     | –     | –     | –     | –     | –     |
| Fald     | 106 | LASK Linz               | 7     | –     | –     | –     | –     | –     | –     | –     | –     | –     | –     | 4     | 2     | –     | –     | 1     | –     |
| Fald     | 107 | FC Astana               | 7     | –     | –     | –     | –     | –     | –     | –     | 1     | 3     | 2     | 1     | –     | –     | –     | –     | –     |
| Fald     | 108 | Hamburger SV            | 6     | 6     | –     | –     | –     | –     | –     | –     | –     | –     | –     | –     | –     | –     | –     | –     | –     |
| Fald     | 109 | Celta Vigo              | 6     | –     | –     | –     | –     | –     | –     | –     | 6     | –     | –     | –     | –     | –     | –     | –     | –     |
| Fald     | 110 | Paris SG                | 6     | –     | 4     | 2     | –     | –     | –     | –     | –     | –     | –     | –     | –     | –     | –     | –     | –     |
| Fald     | 111 | Getafe                  | 6     | –     | 2     | –     | –     | –     | –     | –     | –     | –     | –     | 4     | –     | –     | –     | –     | –     |
| Fald     | 112 | Istanbul Basaksehir     | 6     | –     | –     | –     | –     | –     | –     | –     | –     | 2     | –     | 4     | –     | –     | –     | –     | –     |
| Fald     | 113 | CSKA Moskva             | 6     | –     | 4     | –     | –     | –     | –     | –     | –     | –     | –     | 1     | 1     | –     | –     | –     | –     |
| Fald     | 114 | Hapoel Tel Aviv         | 6     | 3     | –     | 2     | 1     | –     | –     | –     | –     | –     | –     | –     | –     | –     | –     | –     | –     |
| Fald     | 115 | Lech Poznan             | 6     | –     | 3     | –     | –     | –     | –     | 2     | –     | –     | –     | –     | 1     | –     | –     | –     | –     |
| Fald     | 116 | Hapoel Be'er Sheva F.C. | 6     | –     | –     | –     | –     | –     | –     | –     | 3     | 1     | –     | –     | 2     | –     | –     | –     | –     |
| Fald     | 117 | TSG 1899 Hoffenheim     | 6     | –     | –     | –     | –     | –     | –     | –     | –     | 1     | –     | –     | 3     | –     | –     | –     | 2     |
| Fald     | 118 | OGC Nice                | 6     | –     | –     | –     | –     | –     | –     | –     | 1     | 3     | –     | –     | 1     | –     | –     | –     | 1     |
| Fald     | 119 | Maccabi Haifa           | 6     | –     | –     | 2     | –     | 2     | –     | –     | –     | –     | –     | –     | –     | –     | –     | 2     | –     |
| Fald     | 120 | Apollon Limassol        | 6     | –     | –     | –     | –     | 2     | 1     | –     | –     | 1     | 2     | –     | –     | –     | –     | –     | –     |
| Fald     | 121 | HNK Rijeka              | 6     | –     | –     | –     | –     | 1     | 2     | –     | –     | 2     | –     | –     | 1     | –     | –     | –     | –     |
| Fald     | 122 | Newcastle United        | 5     | –     | –     | –     | 5     | –     | –     | –     | –     | –     | –     | –     | –     | –     | –     | –     | –     |
| Fald     | 123 | Wolverhampton           | 5     | –     | –     | –     | –     | –     | –     | –     | –     | –     | –     | 5     | –     | –     | –     | –     | –     |
| Fald     | 124 | Granada CF              | 5     | –     | –     | –     | –     | –     | –     | –     | –     | –     | –     | –     | 5     | –     | –     | –     | –     |
| Fald     | 125 | Udinese                 | 5     | –     | –     | 4     | 1     | –     | –     | –     | –     | –     | –     | –     | –     | –     | –     | –     | –     |
| %        | Nr  | Klub                    | Point | 09 10 | 10 11 | 11 12 | 12 13 | 13 14 | 14 15 | 15 16 | 16 17 | 17 18 | 18 19 | 19 20 | 20 21 | 21 22 | 22 23 | 23 24 | 24 25 |
| Fald     | 126 | Toulouse FC             | 5     | 2     | –     | –     | –     | –     | –     | –     | –     | –     | –     | –     | –     | –     | –     | 3     | –     |
| Fald     | 127 | Leicester City          | 5     | –     | –     | –     | –     | –     | –     | –     | –     | –     | –     | –     | 3     | 2     | –     | –     | –     |
| Fald     | 128 | NK Maribor              | 5     | –     | –     | 1     | 1     | 3     | –     | –     | –     | –     | –     | –     | –     | –     | –     | –     | –     |
| Fald     | 129 | Zorya Luhansk           | 5     | –     | –     | –     | –     | –     | –     | –     | 1     | 2     | –     | –     | 2     | –     | –     | –     | –     |
| Fald     | 130 | Austria Wien            | 5     | 1     | –     | 2     | –     | –     | –     | –     | 1     | 1     | –     | –     | –     | –     | –     | –     | –     |
| Fald     | 131 | Sturm Graz              | 5     | 1     | –     | –     | –     | –     | –     | –     | –     | –     | –     | –     | –     | 1     | 1     | 2     | –     |
| Fald     | 132 | AEK Larnaca             | 5     | –     | –     | 1     | –     | –     | –     | –     | –     | –     | 2     | –     | –     | –     | 2     | –     | –     |
| Fald     | 133 | Werder Bremen           | 4     | 4     | –     | –     | –     | –     | –     | –     | –     | –     | –     | –     | –     | –     | –     | –     | –     |
| Fald     | 134 | Levante UD              | 4     | –     | –     | –     | 4     | –     | –     | –     | –     | –     | –     | –     | –     | –     | –     | –     | –     |
| Fald     | 135 | Torino FC               | 4     | –     | –     | –     | –     | –     | 4     | –     | –     | –     | –     | –     | –     | –     | –     | –     | –     |
| Fald     | --- | Dynamo Moskva           | 4     | –     | –     | –     | –     | –     | 4     | –     | –     | –     | –     | –     | –     | –     | –     | –     | –     |
| Fald     | 137 | FC Rostov               | 4     | –     | –     | –     | –     | –     | –     | –     | 4     | –     | –     | –     | –     | –     | –     | –     | –     |
| Fald     | 138 | Union Berlin            | 4     | –     | –     | –     | –     | –     | –     | –     | –     | –     | –     | –     | –     | –     | 4     | –     | –     |
| Fald     | 139 | Brighton & Hove Albion  | 4     | –     | –     | –     | –     | –     | –     | –     | –     | –     | –     | –     | –     | –     | –     | 4     | –     |
| Fald     | 140 | Hertha BSC              | 4     | 3     | –     | –     | –     | –     | –     | –     | –     | 1     | –     | –     | –     | –     | –     | –     | –     |
| Fald     | 141 | Astra Giurgiu           | 4     | –     | –     | –     | –     | –     | 1     | –     | 3     | –     | –     | –     | –     | –     | –     | –     | –     |
| Fald     | 142 | Wolfsberger AC          | 4     | –     | –     | –     | –     | –     | –     | –     | –     | –     | –     | 1     | 3     | –     | –     | –     | –     |
| Fald     | 143 | Royal Antwerp FC        | 4     | –     | –     | –     | –     | –     | –     | –     | –     | –     | –     | –     | 3     | 1     | –     | –     | –     |
| Fald     | 144 | Videoton FC             | 4     | –     | –     | –     | 2     | –     | –     | –     | –     | –     | 2     | –     | –     | –     | –     | –     | –     |
| Fald     | 145 | Zulte Waregem           | 4     | –     | –     | –     | –     | 2     | –     | –     | –     | 2     | –     | –     | –     | –     | –     | –     | –     |
| Fald     | 146 | IF Elfsborg             | 4     | –     | –     | –     | –     | 2     | –     | –     | –     | –     | –     | –     | –     | –     | –     | –     | 2     |
| Fald     | 147 | Asteras Tripoli         | 4     | –     | –     | –     | –     | –     | 2     | 2     | –     | –     | –     | –     | –     | –     | –     | –     | –     |
| Fald     | 148 | Vitoria de Guimaraes    | 4     | –     | –     | –     | –     | 2     | –     | –     | –     | 1     | –     | 1     | –     | –     | –     | –     | –     |
| Fald     | 149 | Slovan Bratislava       | 4     | –     | –     | 1     | –     | –     | 1     | –     | –     | –     | –     | 2     | –     | –     | –     | –     | –     |
| Fald     | 150 | FC Unirea Urziceni      | 3     | 3     | –     | –     | –     | –     | –     | –     | –     | –     | –     | –     | –     | –     | –     | –     | –     |
| %        | Nr  | Klub                    | Point | 09 10 | 10 11 | 11 12 | 12 13 | 13 14 | 14 15 | 15 16 | 16 17 | 17 18 | 18 19 | 19 20 | 20 21 | 21 22 | 22 23 | 23 24 | 24 25 |
| Fald     | 151 | Aris Saloniki           | 3     | –     | 3     | –     | –     | –     | –     | –     | –     | –     | –     | –     | –     | –     | –     | –     | –     |
| Fald     | 152 | Wisła Kraków            | 3     | –     | –     | 3     | –     | –     | –     | –     | –     | –     | –     | –     | –     | –     | –     | –     | –     |
| Fald     | --- | Stoke City              | 3     | –     | –     | 3     | –     | –     | –     | –     | –     | –     | –     | –     | –     | –     | –     | –     | –     |
| Fald     | 154 | Swansea City            | 3     | –     | –     | –     | –     | 3     | –     | –     | –     | –     | –     | –     | –     | –     | –     | –     | –     |
| Fald     | --- | FC Tjernomorets Odessa  | 3     | –     | –     | –     | –     | 3     | –     | –     | –     | –     | –     | –     | –     | –     | –     | –     | –     |
| Fald     | --- | Esbjerg fB              | 3     | –     | –     | –     | –     | 3     | –     | –     | –     | –     | –     | –     | –     | –     | –     | –     | –     |
| Fald     | 157 | AaB                     | 3     | –     | –     | –     | –     | –     | 3     | –     | –     | –     | –     | –     | –     | –     | –     | –     | –     |
| Fald     | --- | Guingamp                | 3     | –     | –     | –     | –     | –     | 3     | –     | –     | –     | –     | –     | –     | –     | –     | –     | –     |
| Fald     | 159 | FC Augsburg             | 3     | –     | –     | –     | –     | –     | –     | 3     | –     | –     | –     | –     | –     | –     | –     | –     | –     |
| Fald     | --- | FC Sion                 | 3     | –     | –     | –     | –     | –     | –     | 3     | –     | –     | –     | –     | –     | –     | –     | –     | –     |
| Fald     | 161 | Osmanlispor             | 3     | –     | –     | –     | –     | –     | –     | –     | 3     | –     | –     | –     | –     | –     | –     | –     | –     |
| Fald     | 162 | Östersunds FK           | 3     | –     | –     | –     | –     | –     | –     | –     | –     | 3     | –     | –     | –     | –     | –     | –     | –     |
| Fald     | 163 | Espanyol                | 3     | –     | –     | –     | –     | –     | –     | –     | –     | –     | –     | 3     | –     | –     | –     | –     | –     |
| Fald     | 164 | FC Nantes               | 3     | –     | –     | –     | –     | –     | –     | –     | –     | –     | –     | –     | –     | –     | 3     | –     | –     |
| Fald     | 165 | Racing Club de Lens     | 3     | –     | –     | –     | –     | –     | –     | –     | –     | –     | –     | –     | –     | –     | –     | 3     | –     |
| Fald     | 166 | Estoril Praia           | 3     | –     | –     | –     | –     | 1     | 2     | –     | –     | –     | –     | –     | –     | –     | –     | –     | –     |
| Fald     | 167 | Konyaspor               | 3     | –     | –     | –     | –     | –     | –     | –     | 1     | 2     | –     | –     | –     | –     | –     | –     | –     |
| Fald     | 168 | FC Vorskla Poltava      | 3     | –     | –     | 1     | –     | –     | –     | –     | –     | –     | 2     | –     | –     | –     | –     | –     | –     |
| Fald     | 169 | FC Lugano               | 3     | –     | –     | –     | –     | –     | –     | –     | –     | 2     | –     | 1     | –     | –     | –     | –     | –     |
| Fald     | 170 | HJK Helsinki            | 3     | –     | –     | –     | –     | –     | 2     | –     | –     | –     | –     | –     | –     | –     | 1     | –     | –     |
| Fald     | 171 | CSKA Sofia              | 3     | 1     | 1     | –     | –     | –     | –     | –     | –     | –     | –     | –     | 1     | –     | –     | –     | –     |
| Fald     | 172 | Genoa CFC               | 2     | 2     | –     | –     | –     | –     | –     | –     | –     | –     | –     | –     | –     | –     | –     | –     | –     |
| Fald     | --- | SC Heerenveen           | 2     | 2     | –     | –     | –     | –     | –     | –     | –     | –     | –     | –     | –     | –     | –     | –     | –     |
| Fald     | --- | Dinamo Bukarest         | 2     | 2     | –     | –     | –     | –     | –     | –     | –     | –     | –     | –     | –     | –     | –     | –     | –     |
| Fald     | --- | CD Nacional             | 2     | 2     | –     | –     | –     | –     | –     | –     | –     | –     | –     | –     | –     | –     | –     | –     | –     |
| %        | Nr  | Klub                    | Point | 09 10 | 10 11 | 11 12 | 12 13 | 13 14 | 14 15 | 15 16 | 16 17 | 17 18 | 18 19 | 19 20 | 20 21 | 21 22 | 22 23 | 23 24 | 24 25 |
| Fald     | 176 | AZ Alkmaar              | 2     | –     | 2     | –     | –     | –     | –     | –     | –     | –     | –     | –     | –     | –     | –     | –     | –     |
| Fald     | --- | US Palermo              | 2     | –     | 2     | –     | –     | –     | –     | –     | –     | –     | –     | –     | –     | –     | –     | –     | –     |
| Fald     | --- | Sampdoria               | 2     | –     | 2     | –     | –     | –     | –     | –     | –     | –     | –     | –     | –     | –     | –     | –     | –     |
| Fald     | 179 | Vaslui                  | 2     | –     | –     | 2     | –     | –     | –     | –     | –     | –     | –     | –     | –     | –     | –     | –     | –     |
| Fald     | --- | Birmingham City         | 2     | –     | –     | 2     | –     | –     | –     | –     | –     | –     | –     | –     | –     | –     | –     | –     | –     |
| Fald     | 181 | Académica Coimbra       | 2     | –     | –     | –     | 2     | –     | –     | –     | –     | –     | –     | –     | –     | –     | –     | –     | –     |
| Fald     | --- | C.S. Maritimo           | 2     | –     | –     | –     | 2     | –     | –     | –     | –     | –     | –     | –     | –     | –     | –     | –     | –     |
| Fald     | --- | Helsingborgs IF         | 2     | –     | –     | –     | 2     | –     | –     | –     | –     | –     | –     | –     | –     | –     | –     | –     | –     |
| Fald     | 184 | FC Kuban Krasnodar      | 2     | –     | –     | –     | –     | 2     | –     | –     | –     | –     | –     | –     | –     | –     | –     | –     | –     |
| Fald     | --- | F.C. Pacos de Ferreira  | 2     | –     | –     | –     | –     | 2     | –     | –     | –     | –     | –     | –     | –     | –     | –     | –     | –     |
| Fald     | 186 | KSC Lokeren             | 2     | –     | –     | –     | –     | –     | 2     | –     | –     | –     | –     | –     | –     | –     | –     | –     | –     |
| Fald     | 187 | FSV Mainz 05            | 2     | –     | –     | –     | –     | –     | –     | –     | 2     | –     | –     | –     | –     | –     | –     | –     | –     |
| Fald     | --- | Southampton F.C.        | 2     | –     | –     | –     | –     | –     | –     | –     | 2     | –     | –     | –     | –     | –     | –     | –     | –     |
| Fald     | 189 | 1. FC Köln              | 2     | –     | –     | –     | –     | –     | –     | –     | –     | 2     | –     | –     | –     | –     | –     | –     | –     |
| Fald     | 190 | Spartak Trnava          | 2     | –     | –     | –     | –     | –     | –     | –     | –     | –     | 2     | –     | –     | –     | –     | –     | –     |
| Fald     | 191 | Sivasspor               | 2     | –     | –     | –     | –     | –     | –     | –     | –     | –     | –     | –     | 2     | –     | –     | –     | –     |
| Fald     | 192 | Servette                | 2     | –     | –     | –     | –     | –     | –     | –     | –     | –     | –     | –     | –     | –     | –     | 2     | –     |
| –        | 193 | Levski Sofia            | 2     | 1     | 1     | –     | –     | –     | –     | –     | –     | –     | –     | –     | –     | –     | –     | –     | –     |
| –        | 194 | Odense BK               | 2     | –     | 1     | 1     | –     | –     | –     | –     | –     | –     | –     | –     | –     | –     | –     | –     | –     |
| –        | 195 | Dinamo Minsk            | 2     | –     | –     | –     | –     | –     | 1     | 1     | –     | –     | –     | –     | –     | –     | –     | –     | –     |
| –        | 196 | KF Skënderbeu Korçë     | 2     | –     | –     | –     | –     | –     | –     | 1     | –     | 1     | –     | –     | –     | –     | –     | –     | –     |
| –        | 197 | F91 Dudelange           | 2     | –     | –     | –     | –     | –     | –     | –     | –     | –     | 1     | 1     | –     | –     | –     | –     | –     |
| –        | 198 | Dundalk FC              | 2     | –     | –     | –     | –     | –     | –     | –     | 1     | –     | –     | –     | 1     | –     | –     | –     | –     |
| –        | 199 | AC Omonia               | 2     | –     | –     | –     | –     | –     | –     | –     | –     | –     | –     | –     | 1     | –     | 1     | –     | –     |
| –        | 200 | AEL Limassol            | 2     | –     | –     | –     | 1     | –     | –     | –     | –     | –     | –     | –     | –     | –     | –     | 1     | –     |
| %        | Nr  | Klub                    | Point | 09 10 | 10 11 | 11 12 | 12 13 | 13 14 | 14 15 | 15 16 | 16 17 | 17 18 | 18 19 | 19 20 | 20 21 | 21 22 | 22 23 | 23 24 | 24 25 |
| –        | 201 | FC Timisoara            | 1     | 1     | –     | –     | –     | –     | –     | –     | –     | –     | –     | –     | –     | –     | –     | –     | –     |
| –        | --- | FK Ventspils            | 1     | 1     | –     | –     | –     | –     | –     | –     | –     | –     | –     | –     | –     | –     | –     | –     | –     |
| –        | 203 | FC Lausanne-Sport       | 1     | –     | 1     | –     | –     | –     | –     | –     | –     | –     | –     | –     | –     | –     | –     | –     | –     |
| –        | --- | Hajduk Split            | 1     | –     | 1     | –     | –     | –     | –     | –     | –     | –     | –     | –     | –     | –     | –     | –     | –     |
| –        | --- | Debreceni VSC           | 1     | –     | 1     | –     | –     | –     | –     | –     | –     | –     | –     | –     | –     | –     | –     | –     | –     |
| –        | --- | FC Karpaty Lviv         | 1     | –     | 1     | –     | –     | –     | –     | –     | –     | –     | –     | –     | –     | –     | –     | –     | –     |
| –        | --- | FC Utrecht              | 1     | –     | 1     | –     | –     | –     | –     | –     | –     | –     | –     | –     | –     | –     | –     | –     | –     |
| –        | 208 | Shamrock Rovers         | 1     | –     | –     | 1     | –     | –     | –     | –     | –     | –     | –     | –     | –     | –     | –     | –     | –     |
| –        | --- | Rapid Bukarest          | 1     | –     | –     | 1     | –     | –     | –     | –     | –     | –     | –     | –     | –     | –     | –     | –     | –     |
| –        | --- | Sturm Graz              | 1     | –     | –     | 1     | –     | –     | –     | –     | –     | –     | –     | –     | –     | –     | –     | –     | –     |
| –        | 211 | AIK Stockholm           | 1     | –     | –     | –     | 1     | –     | –     | –     | –     | –     | –     | –     | –     | –     | –     | –     | –     |
| –        | --- | Neftchi Baku PFC        | 1     | –     | –     | –     | 1     | –     | –     | –     | –     | –     | –     | –     | –     | –     | –     | –     | –     |
| –        | --- | Hapoel Shmona           | 1     | –     | –     | –     | 1     | –     | –     | –     | –     | –     | –     | –     | –     | –     | –     | –     | –     |
| –        | 214 | St. Gallen              | 1     | –     | –     | –     | –     | 1     | –     | –     | –     | –     | –     | –     | –     | –     | –     | –     | –     |
| –        | --- | Wigan Athletic          | 1     | –     | –     | –     | –     | 1     | –     | –     | –     | –     | –     | –     | –     | –     | –     | –     | –     |
| –        | --- | Pandurii Targu Jiu      | 1     | –     | –     | –     | –     | 1     | –     | –     | –     | –     | –     | –     | –     | –     | –     | –     | –     |
| –        | --- | FC Thun                 | 1     | –     | –     | –     | –     | 1     | –     | –     | –     | –     | –     | –     | –     | –     | –     | –     | –     |
| –        | --- | Tromsø IL               | 1     | –     | –     | –     | –     | 1     | –     | –     | –     | –     | –     | –     | –     | –     | –     | –     | –     |
| –        | --- | FC Shakhter Karagandy   | 1     | –     | –     | –     | –     | 1     | –     | –     | –     | –     | –     | –     | –     | –     | –     | –     | –     |
| –        | 220 | Rio Ave F.C.            | 1     | –     | –     | –     | –     | –     | 1     | –     | –     | –     | –     | –     | –     | –     | –     | –     | –     |
| –        | 221 | Gabala FK               | 1     | –     | –     | –     | –     | –     | –     | 1     | –     | –     | –     | –     | –     | –     | –     | –     | –     |
| –        | --- | FC Groningen            | 1     | –     | –     | –     | –     | –     | –     | 1     | –     | –     | –     | –     | –     | –     | –     | –     | –     |
| –        | --- | Belenenses              | 1     | –     | –     | –     | –     | –     | –     | 1     | –     | –     | –     | –     | –     | –     | –     | –     | –     |
| –        | 224 | Gabala FK               | 1     | –     | –     | –     | –     | –     | –     | –     | 1     | –     | –     | –     | –     | –     | –     | –     | –     |
| –        | --- | U.S. Sassuolo Calcio    | 1     | –     | –     | –     | –     | –     | –     | –     | 1     | –     | –     | –     | –     | –     | –     | –     | –     |
| %        | Nr  | Klub                    | Point | 09 10 | 10 11 | 11 12 | 12 13 | 13 14 | 14 15 | 15 16 | 16 17 | 17 18 | 18 19 | 19 20 | 20 21 | 21 22 | 22 23 | 23 24 | 24 25 |
| –        | 226 | FC Fastav Zlín          | 1     | –     | –     | –     | –     | –     | –     | –     | –     | 1     | –     | –     | –     | –     | –     | –     | –     |
| –        | --- | Vitesse Arnhem          | 1     | –     | –     | –     | –     | –     | –     | –     | –     | 1     | –     | –     | –     | –     | –     | –     | –     |
| –        | --- | FK Vardar Skopje        | 1     | –     | –     | –     | –     | –     | –     | –     | –     | 1     | –     | –     | –     | –     | –     | –     | –     |
| –        | 229 | Sarpsborg 08            | 1     | –     | –     | –     | –     | –     | –     | –     | –     | –     | 1     | –     | –     | –     | –     | –     | –     |
| –        | --- | Akhisarspor             | 1     | –     | –     | –     | –     | –     | –     | –     | –     | –     | 1     | –     | –     | –     | –     | –     | –     |
| –        | --- | FK Jablonec             | 1     | –     | –     | –     | –     | –     | –     | –     | –     | –     | 1     | –     | –     | –     | –     | –     | –     |
| –        | 232 | Oleksandriya            | 1     | –     | –     | –     | –     | –     | –     | –     | –     | –     | –     | 1     | –     | –     | –     | –     | –     |
| –        | 233 | Brøndby IF              | 1     | –     | –     | –     | –     | –     | –     | –     | –     | –     | –     | –     | –     | 1     | –     | –     | –     |
| –        | 234 | FK TSC                  | 1     | –     | –     | –     | –     | –     | –     | –     | –     | –     | –     | –     | –     | –     | –     | 1     | –     |
| –        | --- | Raków Częstochowa       | 1     | –     | –     | –     | –     | –     | –     | –     | –     | –     | –     | –     | –     | –     | –     | 1     | –     |
| –        | --- | BK Häcken               | 1     | –     | –     | –     | –     | –     | –     | –     | –     | –     | –     | –     | –     | –     | –     | 1     | –     |
| –        | --- | FK RFS                  | 1     | –     | –     | –     | –     | –     | –     | –     | –     | –     | –     | –     | –     | –     | –     | –     | 1     |
| %        | Nr  | Klub                    | Point | 09 10 | 10 11 | 11 12 | 12 13 | 13 14 | 14 15 | 15 16 | 16 17 | 17 18 | 18 19 | 19 20 | 20 21 | 21 22 | 22 23 | 23 24 | 24 25 |